# Væsellemurer
Væsellemurer (Lepilemur), også kaldet væselmakier, er en slægt af halvaber, der er hjemmehørende på Madagaskar. Slægten er den eneste i familien Lepilemuridae. Ifølge nyere forskning skulle der eksistere omkring 25 arter.

## Beskrivelse
Væsellemurer er mellemstore halvaber. Kropslængden er 30-35 cm og halen er 26-31 cm lang. Vægten varierer mellem 500 og 900 gram. Pelsen er på oversiden gråbrun eller rødlig og på undersiden hvidlig eller gul. Det runde hoved sidder på en kort hals. Øjnene er store som en tilpasning til den nataktive levevis, ligesom ørerne. Tandsættet er karakteriseret ved de manglende fortænder i overkæben. Tandformlen er 0.1.3.32.1.3.3, i alt 32 tænder. De nederste for- og hjørnetænder danner som hos de fleste halvaber en tandkam, der anvendes ved pelsplejen. Som hos alle halvaber har alle fingre og tæer flade negle med undtagelse af den anden tå på hver fod, der har en pudseklo.

## Udbredelse og levested
Væsellemurer lever udelukkende på øen Madagaskar. Her lever de i forskellige skovtyper, både tørre løvskove i den vestlige del og i regnskove i øst.

## Levevis
Væsellemurer er kun nataktive og opholder sig mest i træer. Om dagen trækker de sig tilbage i hulheder i træer eller under tæt bladhang. Om natten begiver de sig ud, for at søge efter føde, der hovedsageligt består af blade. For at fordøje cellulosen i bladene er de afhængige af bakterier, der lever i den stærkt forstørrede blindtarm. Ligesom hos haredyr indtager de deres ekskrementer endnu engang, for bedre at kunne udnytte næringen i føden.

## Arter
Antallet af arter er i løbet af en kort årrække voldsomt forsøget. I 2005 var der således kun kendt 8 arter, mens der blot tre år senere i 2008 kendtes 26 arter. Mange af de nye arter er dog omdiskuterede, så antallet falder muligvis ved grundigere undersøgelser.
- Lepilemur aeeclis [3]
- Lepilemur ahmansoni [4]
- Lepilemur ankaranensis [1]
- Lepilemur betsileo [4]
- Lepilemur dorsalis [1]
- Lepilemur edwardsi [1]
- Lepilemur fleuretae [4]
- Lepilemur grewcocki [4] – nok samme art som L. manasamody, der blev beskrevet i 2007.[5][2]
- Lepilemur hollandorum [6]
- Lepilemur hubbardorum [4]
- Lepilemur jamesi [4]
- Lepilemur leucopus [1]
- Lepilemur microdon [1]
- Lepilemur milanoii [4]
- Lepilemur mittermeieri [7]
- Lepilemur mustelinus [1]
- Lepilemur otto [5]
- Lepilemur petteri [4]
- Lepilemur randrianasoli [3]
- Lepilemur ruficaudatus [1]
- Lepilemur sahamalazensis [3]
- Lepilemur scottorum [8]
- Lepilemur seali [4]
- Lepilemur septentrionalis [1]
- Lepilemur tymerlachsoni [4]
- Lepilemur wrighti [4]